# Euphorbia khasyana
Euphorbia khasyana är en törelväxtart som beskrevs av Pierre Edmond Boissier. Euphorbia khasyana ingår i släktet törlar, och familjen törelväxter.
Artens utbredningsområde är Assam (Indien). Inga underarter finns listade i Catalogue of Life.